# 박인기
박인기(1951년 ~ )는 대한민국 교수이자 수필가, 교육학자이다.

## 생애
경상북도 김천시에서 성장하였다. 김천고등학교를 졸업하였다. 서울대학교 국어교육과 및 동대학원을 졸업하고 교육학 박사를 취득했다. 서울 장충여중, 관악고등학교에서 교편을 잡았다.  이후 EBS 프로듀서, 한국교육개발원 연구원으로 일했다. 청주교육대학교 국어교육과 교수를 거쳐 경인교육대학교 국어교육과 교수를 역임하였다. 국어교육, 독서교육, 커리큘럼 연구 개발, 미디어 교육, 언어와 문화 연구 등에 관심을 기울여 왔다. 경인초등국어교육학회 회장, 한국어교육학회 논문편집위원장, 한국독서학회 회장 등을 역임했다. 현재는 경인교육대학교 명예교수, 한국독서학회 고문, 유라시아 포럼 이사, 재외동포청 정책자문위원장, 학교법인 송설당교육재단 이사로 있다.

## 연구서
- 문학교육론 제7판(삼지원, 2016)
- 토론교육(한우리북스, 공저, 2014)
- 스토리텔링과 수업기술(사회평론, 2013)
- 국어과 창의인성교육-이론과 실천 탐구-초등편(사회평론, 2013)
- 국어과 창의 인성교육-이론과 실천 탐구-중등편(사회평론, 2013)
- 교과는 진화하는가(지식과교양, 2011)
- 교고교육과 문화(지식과교양, 2011)
- 한국인의 말 한국인의 문화(학지사, 공저, 2009, 학지사)
- 문학작품을 어떻게 가르칠 것인가(공역, 박이정, 2001)
- 문학교육과정의 구조와 이론 (서울대학교출판부, 1996)
- 국어과 수행평가 (삼지원, 1999)
- 국어교육과 미디어텍스트 (삼지원, 2000)
- 한국현대문학론 (국학자료원, 2004)
- 문학을 통한 교육 (삼지원, 2005)
- 디지털 시대 문학의 길 (푸른사상, 2007)
- 교사의 책 미래의 힘 (솔, 2008)
- 교과는 진화하는가 (지식과교양, 2011)
- 국어교육학개론 (삼지원, 2012)
- 교사와 책(공편, 솔, 2008,)

## 수필
- 송정의 환 (지식과교양, 2011)
- 사계의 전설(국학자료원, 2011)
- 지나고 보니 보이는 꽃(푸른사상, 2013)
- 언어적 인간 인간적 언어(푸른사상, 2020)
- 한글의 최전선 지구촌 한글학교 스토리(공편, 푸른사상, 2022)
- 짐작(소락원, 2024)